# خورخي بورلي
خورخي بورلي (بالإسبانية: Jorge Porley)‏ (مواليد 11 مايو 1963) هو ملاكم أوروغواياني، مثّل بلاده في الألعاب الأولمبية الصيفية 1992.

## روابط خارجية
خورخي بورلي على موقع أوليمبيديا (الإنجليزية)